# Čeněk Fiala
Čeněk Fiala (22. října 1881 Hradišťská Lhotka – 7. května 1952 Rokycany) byl československý politik a meziválečný poslanec Národního shromáždění za Československou stranu národně socialistickou.

## Biografie
Pocházel z početné rodiny sedláka, absolvoval tři třídy obecné školy a vyučil se lakýrníkem. Od roku 1907 pracoval v Plzni u státních drah a brzy se zapojil do odborového hnutí. Za první světové války organizoval demonstrace a stávky dělníků a po vzniku Československa zastával řadu funkcí v železničních odborech. Byl tajemníkem Jednoty zaměstnanců Československých státních drah a v letech 1924–1928 předsedou zaměstnanecké sekce Ústředního sboru pro úrazové zaopatření železničních zaměstnanců. V letech 1925–1927 působil také u správního výboru na ministerstvu železnic. Mimoto se angažoval v komunální politice v Plzni, kde byl od roku 1919 členem městského zastupitelstva. 

V parlamentních volbách v roce 1929 získal za Československou stranu národně socialistickou poslanecké křeslo v Národním shromáždění. Obhájil ho v parlamentních volbách v roce 1935. Poslanecký post si oficiálně podržel do zrušení parlamentu roku 1939, přičemž ještě v prosinci 1938 přestoupil do poslaneckého klubu nově utvořené Strany národní jednoty.
K datu 1. května 1939 rezignoval na všechny veřejné funkce a odešel do soukromí. Od roku 1908 byl ženatý s Annou, rozenou Liškovou, s níž měl dva syny. U mladšího syna Jaromíra žil od roku 1939 v Rokycanech, kde také zemřel. 